# 軍樂隊
军乐队又稱軍樂團，是軍隊中專門演奏和表演音乐的团体，由管樂器和打击乐器組成。军乐队一般在仪式上演奏进行曲，各国国歌和爱国歌曲等，隨著樂器硬體的發展，樂隊條件與陣容的擴充等，也開始有藝術化的作品問世。20世紀初期，古斯塔夫·霍尔斯特所著的二首軍樂隊組曲（第28號作品），可為其中代表。
奥斯曼军乐队被认为是世界上最古老的軍樂隊，其历史可以追溯到13世纪。